# Fuera de temporada (película de 2023)
Fuera de temporada (en francés: Hors-saison) es una película francesa dramática dirigida por Stéphane Brizé. En la película, Guillaume Canet y Alba Rohrwacher interpretan a una expareja que se reencuentra por casualidad en un spa 15 años después de su separación.
La cinta fue seleccionada para competir por el León de Oro a la mejor película en el Festival de Cine de Venecia de 2023.

## Sinopsis
Laurent, un conocido actor de unos cincuenta años, y Hélène, una profesora de piano de unos cuarenta, estuvieron enamorados una vez, luego rompieron. Él vive en París, ella en una pequeña ciudad costera.
Se reencuentran por casualidad en el remolino de un balneario 15 años después de su separación.